# WNBA Commissioner's Cup
La WNBA Commissioner's Cup, connue pour des raisons de sponsoring sous le nom de WNBA Commissioner's Cup Presented By Coinbase, est une compétition en cours de saison de la Women's National Basketball Association (WNBA) qui commence au début de la saison régulière et se poursuit tout au long de la première moitié de la saison. La finale se joue entre la meilleure équipe de la Conférence Est et celle de la Conférence Ouest. Au total, 60 match de saison régulière impliquant les 12 équipes comptent pour le classement de la Coupe.
La Coupe du Commissaire devait initialement débuter lors de la saison 2020, mais en raison de la pandémie de Covid-19, la Coupe a été décernée pour la première fois lors de la saison 2021.

## Format
La Coupe du Commissaire consiste en des matchs de saison régulière désignés pour compter pour la Coupe. L'équipe de chaque conférence avec le meilleur bilan dans les « matchs de la Coupe » désignés se disputera ensuite le titre de la Coupe du Commissaire et une cagnotte spéciale. À partir de 2024, les matchs de la Coupe sont une série de matchs à domicile ou à l'extérieur contre ses cinq rivaux de conférence. De 2021 à 2023, les matchs de la Coupe étaient le premier match à domicile et le premier match à l'extérieur que chaque équipe joue contre ses cinq rivaux de conférence. La Coupe rétablit la rivalité entre les conférences Est et Ouest que la WNBA a utilisée dans son tournoi éliminatoire jusqu'aux Playoffs 2015.

## Prix
La rémunération totale s'élève à 500 000 $, l'équipe gagnante gagnant environ 30 000 $ par joueur et le MVP du match raflant 5 000 $ supplémentaires. Du côté de l'équipe perdante, les joueurs gagnent 10 000 $ chacun.
L'équipe gagnante reçoit également le trophée de la Coupe du Commissaire.
En octobre 2021, la WNBA a annoncé que Coinbase avait acquis les droits de dénomination de la Coupe à partir du tournoi 2022.

## Palmarès et récompenses

### Palmarès cumulé
| Rang | Équipe              | Titres | Finales gagnées | Finales perdues |
| ---- | ------------------- | ------ | --------------- | --------------- |
| 1    | Aces de Las Vegas   | 1      | 2022            | 1 (2023)        |
| 1    | Liberty de New York | 1      | 2023            | 1 (2024)        |
| 1    | Lynx du Minnesota   | 1      | 2024            | 1 (2025)        |
| 4    | Storm de Seattle    | 1      | 2021            | 0               |
| 4    | Fever de l'Indiana  | 1      | 2025            | 0               |
| 6    | Sun du Connecticut  | 0      | -               | 1 (2021)        |
| 6    | Sky de Chicago      | 0      | -               | 1 (2022)        |

### Palmarès par édition
| Édition | Année | Vainqueur           | Série | Finaliste           |
| ------- | ----- | ------------------- | ----- | ------------------- |
| 1re     | 2021  | Storm de Seattle    | 79-57 | Sun du Connecticut  |
| 2e      | 2022  | Aces de Las Vegas   | 93-83 | Sky de Chicago      |
| 3e      | 2023  | Liberty de New York | 82-63 | Aces de Las Vegas   |
| 4e      | 2024  | Lynx du Minnesota   | 94-89 | Liberty de New York |
| 5e      | 2025  | Fever de l'Indiana  | 74–59 | Lynx du Minnesota   |

### Trophées individuels

#### Most valuable player (MVP)
Le trophée du MVP est décerné à la joueuse jugé la plus précieuse pour son équipe au cours de la compétition.